# Guerras celtíberas
Se denominan guerras celtíberas o guerras celtibéricas a los enfrentamientos bélicos producidos a lo largo de los siglos III y II a. C. entre la República romana y los distintos pueblos celtíberos que habitaban en la zona media del Ebro y la meseta superior. Estos enfrentamientos tuvieron una extensión temporal muy desigual en la duración, con diversas treguas, pactos, asedios y batallas.

## Antecedentes
A la llegada de los romanos, los celtíberos que estaban gobernados por príncipes, no por reyes, tendían a formar una gran confederación y a ejercer su influencia en áreas muy alejadas de su territorio. Las relaciones entre Celtiberia y la Oretania, en el valle alto del Betis, eran intensas, en Cástulo en un cementerio del siglo IV a. C., las armas y broches típicos de la Celtiberia son abundantes. La tendencia a la unificación de Celtiberia no parece que fuera obra de ningún jefe político o militar, sino un proceso interno, donde el papel más importante fue la posesión de las minas.
Las fuentes clásicas, refiriéndose a la Celtiberia, hacen mención de un país pobre, con clima riguroso, con un hábitat diseminado, usualmente tipo poblado, de extensión muy reducida. La principal actividad económica que desarrollaban los celtíberos era la ganadería influidos por la pobreza del suelo, desconocimiento de las técnicas agrícolas avanzadas y concentración de la riqueza en una jerarquía guerrera, lo que originó una fuerte desigualdad social que se traduciría en la organización de bandas de mercenarios y bandoleros que buscaban en el uso de las armas una posible salida a esa tradicional penuria.
Las estimaciones hablan de que la población de la Celtiberia prerromana probablemente sería entre 225 000 y 585 000 gentes, basados en una densidad demográfica estimada de cinco a trece habitantes por kilómetro cuadrado, en un territorio de aproximadamente 45 000 km². Sobre la base de esto los estudiosos modernos estiman que en la región había entre 18 000 y 50 000 iuventus en capacidad de portar armas, cifras confirmadas por el tamaño que alcanzaban a tener los mayores ejércitos celtiberos, entre 15 000 y 35 000 combatientes.

## Guerras celtíberas
Las citas sobre los celtíberos, de los autores clásicos, suelen hacer referencias concretas a la belicosidad de estos pueblos, conocidos por los romanos como mercenarios de los cartagineses, desde la segunda guerra púnica. 
| Los celtíberos según Diodoro: Este pueblo suministra para la guerra no solo una excelente caballería, sino también una infantería que destaca por su valor y capacidad de sufrimiento. Visten ásperas capas negras, cuya lana recuerda al fieltro. En cuanto a las armas, algunos celtíberos llevan escudos ligeros semejantes a los de los celtas y otros grandes escudos redondos del tamaño del aspis griego. Sobre sus piernas y espinillas trenzan bandas de pelo y cubren sus cabezas con cascos de bronce adornados de cimeras rojas. Llevan espadas de dos filos forjadas con excelente acero y también llevan, para el combate cuerpo a cuerpo, puñales de una cuarta de largo. Utilizan una técnica especial en la fabricación de sus armas. Entierran piezas de hierro y las dejan oxidar durante algún tiempo aprovechando solo el núcleo, con lo cual obtienen magníficas espadas y otras armas. Un arma fabricada de este modo corta cualquier cosa que encuentre en su camino, por lo cual no hay escudo, casco o cuerpo que resista su golpe.... — |

Cuando los romanos desembarcan en Ampurias en el 218 a. C., su pretensión era cortar la fuente de suministros, tanto materiales como humanos, que desde la península ibérica abastecía al ejército de Aníbal. Sin embargo, tras la expulsión de los cartagineses, decidieron quedarse en Iberia, ocupando el Levante y Andalucía, las zonas más ricas y desarrolladas de Iberia.
Ya desde la rebelión de los pueblos íberos, en el 195 a. C., los celtíberos habían sido mercenarios de los turdetanos, vencidos por el cónsul Catón, que regresó a sus bases en Tarraco atravesando, por primera vez, la Celtiberia y organizando la explotación sistemática de las provincias de Hispania.

### Primera guerra celtíbera o de los lusones
Los romanos siguieron a partir de entonces el modelo de explotación marcado por Catón, desarrollándose rebeliones de las tribus del centro de la península ibérica. En el año 193 a. C. el procónsul Marco Fulvio Nobilior vence a una coalición de vacceos, vetones y celtíberos (lusones) en las cercanías de Toletum (Toledo), capturando vivo al jefe de la coalición Hilerno, las tropas dispersas se refugian en la ciudad Bela de Contrebia Belaisca, que es tomada por el cónsul y reprimido el levantamiento.
La primera guerra celtíbera (181-179 a. C.) fue una continuación de estos conflictos. Fue una guerra defensiva por parte de Roma: se trataba de impedir la unión y proyección de los celtíberos sobre los bordes de la Meseta y su expansión hasta la Hispania Ulterior, el valle del Ebro y el Levante ibérico.
En el año de 180 a. C., Tiberio Sempronio Graco, procónsul de la Hispania Citerior, inicia las luchas para someter a los celtíberos de la Meseta Norte, y acudió desde la Bética para liberar del asedio de 20 000 celtíberos a la ciudad de Caraues (Magallón), aliada de los romanos, con un ejército de 8000 infantes y 5000 jinetes. Tomó Contrebia y pueblos vecinos, repartiendo las tierras entre los indígenas y fundando Gracurris (Alfaro), para instalar en ella a las bandas de celtíberos sin tierras. Finalmente, en el 179 a. C. derrota a los celtíberos en la batalla del Moncayo y acaba definitivamente con la rebelión, frenando radicalmente la expansión celtíbera fuera de los límites de su territorio.
Firmó pactos con las tribus de los belos y los titos, consiguiendo una cierta pacificación y atracción de las élites indígenas hacia Roma. Por estos pactos, los oppida celtíberos deberían pagar un tributo anual y prestar servicio militar en las legiones romanas, a cambio podrían mantener la autonomía y se prohibía amurallar nuevas ciudades. Estos pactos serían invocados, en muchas ocasiones, en los enfrentamientos futuros.
Si bien el gobierno de Graco no difería demasiado de la política que Escipión había iniciado con el dominio romano en la península, en su gobierno se refleja un intento de consolidar e integrar las provincias hispanas en la administración romana. La postura de Roma, agravada por los problemas sociales y la pobreza de muchos sectores indígenas que les obligaba a un bandolerismo endémico sobre las ricas tierras del sur, aliadas de Roma, desembocó en nuevos períodos de lucha.

### Segunda guerra celtíbera, o de los belos, titos y arévacos, o del fuego
La excusa para el comienzo de la segunda fase de la guerra (154-152 a. C.) ocurre en el 154 a. C. con la ampliación de la fortificación de Segeda, capital de los belos. El Senado romano lo consideró como una infracción de los acuerdos de Graco de 179 a. C. y una amenaza para sus intereses en Hispania. Sin embargo, Polibio atribuye el origen de la guerra al comportamiento de los gobernadores romanos, que habían convertido la administración romana en insoportable para los indígenas.
El senado romano prohibió continuar la muralla y exigió, además, el tributo establecido con Graco. Los segedenses arguyeron que la muralla era una ampliación y no una nueva construcción y que se le había exonerado del pago del tributo después de Graco.
Roma envió al Cónsul Nobilior al mando de 30 000 hombres. Al enterarse los habitantes de Segeda, se refugiaron en Numancia, oppidum de la tribu de los arévacos, donde eligieron jefe de las dos tribus, arévacos y belos, a Caro de Segeda. Nobilior marchó por el valle del Ebro hacia Segeda, donde destruyó la ciudad, tomo Ocilis (Medinaceli) y avanzó por Almazán hacia Numancia. En el camino, Caro con 20 000 soldados y 5000 jinetes logró emboscar a los romanos cuando pasaban, causándoles 6000 bajas, pero al perseguirlos en desorden, la caballería romana cayó sobre él, matando al mismo Caro y salvando al ejército. Después llegó ante Numancia, donde se le unieron tropas enviadas por Massinisa, que incluían diez elefantes de guerra, pero sufrió otra dura derrota al desbandarse dichos animales. Tras varias derrotas y de pasarse Ocilis, donde mantenía las provisiones y el dinero, al bando de los celtíberos, a Nobilior no le quedó otro remedio que recluirse en su campamento a pasar el invierno, donde murieron muchos soldados de frío y en escaramuzas con los indígenas.
Al año siguiente, llegó como sucesor en el mando el cónsul Claudio Marcelo con 8000 soldados y 500 jinetes, cercó a Ocilis a la que supo atraerse y les concedió el perdón. Ante las condiciones magnánimas de rendición, rehenes y cien talentos de plata, Nertobriga también pidió la paz. Marcelo les puso la condición de que todos los pueblos, arévacos, belos y titos, la pidieran a la vez, cosa que consiguió, pero algunos pueblos se opusieron porque habían soportado sus razias durante la guerra. Marcelo decidió enviar embajadores de cada parte para que dirimieran sus rencillas y recomendó al Senado la aprobación de los tratados. El Senado desestimó la oferta de paz y preparó un nuevo ejército al mando del cónsul Licinio Lúculo, quien tenía como lugarteniente a Publio Cornelio Escipión Emiliano.
Marcelo declaró de nuevo la guerra a los celtíberos, que tomaron la oppidum de Nertóbriga, persiguió a los numantinos acorralándolos en la ciudad. El jefe de los numantinos, Litennón, pidió la paz en nombre de todas las tribus. Marcelo exigió rehenes y dinero y aceptó la paz antes de la llegada de Lúculo.

### Tercera guerra celtíbera o guerra de Numancia
| Conquista hasta el -210 Hasta Octavio Augusto Campaña de Agrippa |

Mapa de la conquista romana de Hispania, indicando las tres grandes fases:

La obcecación del Senado, que exigía la rendición sin condiciones, así como la perfidia de los dirigentes provinciales romanos, que violaban continuamente las condiciones del pacto alcanzado con el cónsul Claudio Marcelo en el 152 a. C. y las victorias de Viriato en la Guerra Lusitana forzaron a la revuelta a las tribus de los celtíberos, dando comienzo a la tercera guerra celtíbera (143-133 a. C.).
Roma envió al cónsul Quinto Cecilio Metelo (143 a. C., procónsul el 142 a. C.), vencedor del Falso Filipo, al mando de 40 000 soldados, que empieza la pacificación de la celtiberia con la toma de varias ciudades, como Nertobriga, con la que habían sido firmados pactos de amistad con anterioridad. Cercó a Numancia, pero no pudo ocuparla, y ante los ataques de los numantinos pasó el invierno en su campamento.
El sucesor de Metelo en el 141 a. C. fue el cónsul Quinto Pompeyo, que llegó con un ejército de 30 000 soldados de infantería y 2000 jinetes. Como fue derrotado a diario por los numantinos, se dirigió contra Termancia al considerar que era una tarea más fácil, donde fue de nuevo vencido con graves pérdidas de soldados y víveres. Temeroso de que fuera llamado para rendir cuentas ante el Senado, entabló negociaciones de paz con los numantinos, llegando a un acuerdo antes de la llegada de sucesor en el 139 a. C., Marco Popilio Lenas, que no aceptó el pacto por no estar aprobado por el Senado y el pueblo romano. Popilio envió embajadores a Roma para que se querellaran allí con Pompeyo. El Senado decidió continuar la guerra y no admitir el pacto firmado. Atacó a Numancia sufriendo grandes pérdidas de vidas en su ejército y continuó con un ataque a los lusones, sin ningún resultado positivo.
El cónsul del año 137 a. C., Cayo Hostilio Mancino llegó con un ejército de 22 000 hombres, de cuestor iba Tiberio Sempronio Graco. Mancino sostuvo frecuentes enfrentamientos con los numantinos y al ser derrotado en numerosas ocasiones y propagarse el rumor de que los cántabros y vacceos venían en ayuda de Numancia, se retiró del asedio refugiándose en el antiguo campamento de Nobilior, en los alrededores de Almazán, provincia de Soria. Al verse rodeado por los numantinos, capituló. Los numantinos exigieron un tratado con paridad de derechos, (foedus aequum), negociado por Tiberio, y aunque se reconocían las conquistas anteriores de Roma, el Senado lo consideró el tratado más vergonzoso firmado nunca y enviaron a Marco Emilio Lépido Porcina, cónsul de Hispania Ulterior, llamando a Mancino a juicio a Roma, al que siguieron los embajadores de Numancia. Lépido atacó a los vacceos con la excusa de que habían ayudado a los numantinos. Al enterarse el Senado, le separaron del mando y el consulado. Mancino fue obligado a entregarse personalmente a los numantinos, permaneció un día entero ante las puertas, pero no lo aceptaron por no romper el tratado firmado.
Aunque el pacto fue desestimado, Roma mantuvo un armisticio real durante tres años. Entre el 137 y el 135 a. C. ni Marco Emilio Lépido Porcina ni Lucio Furio Filo ni Quinto Calpurnio Pisón reanudaron la guerra.

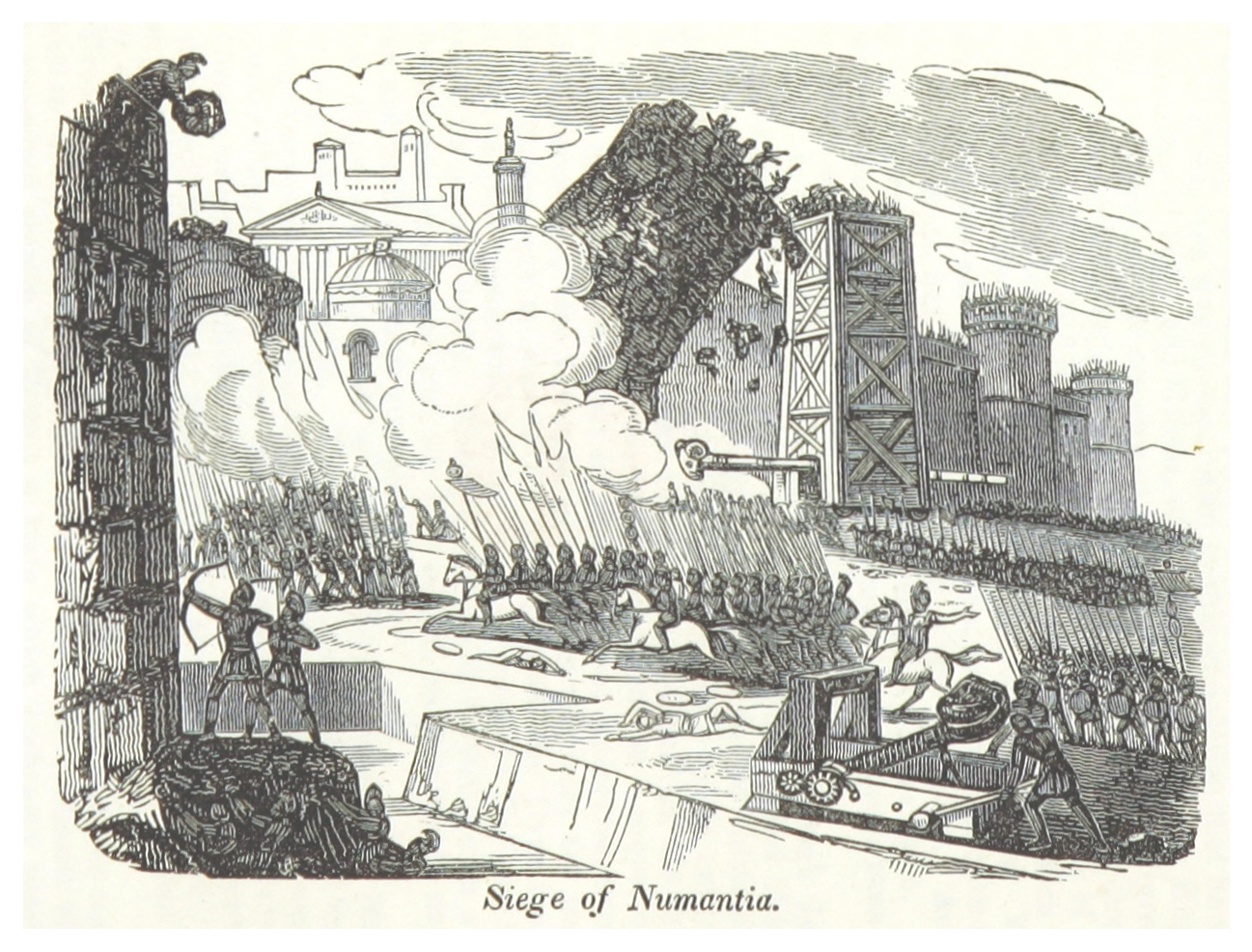
El asedio de Numancia

Pero en el 134 a. C., a instancias del pueblo romano y gracias a un procedimiento jurídico extraordinario, obtuvo de nuevo un mando consular Escipión Emiliano, el destructor de Cartago, sin que hubieran transcurrido los diez años de intervalo que marcaba la ley. Decidido a continuar la lucha y ante la prohibición de nuevas levas, formó una cohorte de amigos, cohors amicorum, de unos 4000 hombres, entre lo que se encontraban personalidades tan destacadas como Cayo Mario, Polibio o Yugurta, nieto de Massinisa. A su llegada a la península ibérica reorganizó y disciplinó a las tropas que se hallaban en las provincias, tropas totalmente desmoralizadas por las continuas derrotas ante los enemigos. Durante el verano, saqueó las tierras de los vacceos para que no ayudaran a los numantinos, y en la primavera del 133 a. C. inició el definitivo asedio de Numancia con un ejército de cerca de 60 000 hombres. Rodeó la ciudad con siete campamentos, fosos y torres de vigilancia y cortó el Duero para que los sitiados no pudieran recibir ayuda. Los intentos de eludir el cerco o las peticiones de ayuda a otras ciudades de los celtíberos fueron infructuosos. Retógenes el Caraunio sobrepasó el cerco, pero solo recibió la ayuda de los jóvenes de la ciudad de Lutia. Enterado Escipión a través de los ancianos de la ciudad, cercó a Lutia y cortó las manos a 400 jóvenes. Ante la precaria situación, los numantinos enviaron embajadores ante el general romano, al mando de Avaros, para interesarse por la forma de llegar a un compromiso, sin ningún resultado. La ciudad arévaca fue reducida por hambre y los supervivientes o se suicidaron o fueron reducidos a la esclavitud, quedando deshabitada hasta comienzos del Imperio. Su destrucción puso fin a las guerras celtíberas y aunque hubo otras rebeliones en el siglo I a. C. (guerras sertorianas, guerra cimbria), nunca volvieron, como pueblo, a inquietar a los romanos.

## Consecuencias
La Celtiberia había sufrido años de lucha continua que ocasionaron el desplazamiento y la reducción de las poblaciones y la devastación generalizada del territorio, con las consiguientes secuelas sociales y económicas. Pero también Roma sufrió las consecuencias del enfrentamiento tan duradero. Las lagunas del sistema político-legislativo republicano quedaron en evidencia, la dilatada duración de la guerra fue fruto del rígido mecanismo jurídico romano y de las rivalidades internas de las distintas facciones senatoriales. La leva continua de campesinos itálicos, base del ejército romano republicano, para las distintas campañas incrementó las tensiones sociales que tuvieron su apogeo poco después, en la época de los Gracos. El alistamiento por Escipión de clientes y amigos sirvió de precedente a otros posteriores y esbozó unos métodos de corte principesco que, en el siglo siguiente, acabarían con el régimen republicano en Roma.